# Labor Notes
Labor Notes, officieel Labor Education and Research Project, is een Amerikaanse organisatie die een gelijknamig magazine uitbrengt over vakbondswerk en een tweejaarlijkse conferentie organiseert van vakbondsleden en -militanten. Labor Notes is gevestigd in Detroit met een bijkantoor in New York. De organisatie ontstond eind 20e eeuw in een poging om de basis van Amerikaanse vakbonden met elkaar in contact te brengen en de vakbonden en hun interne democratie te vernieuwen. 